# Bjursberget
Bjursberget är ett naturreservat i Sundsvalls kommun i Västernorrlands län.
Området är naturskyddat sedan 2013 och är 40 hektar stort. Reservatet omfattar delar av Bjursberget och består av naturskogsartad granskog med inslag av äldre tallar och lövträd och av gransumpskog i norr omkring Tjäretjärnsbäcken.